# Michèle Alliot-Marie

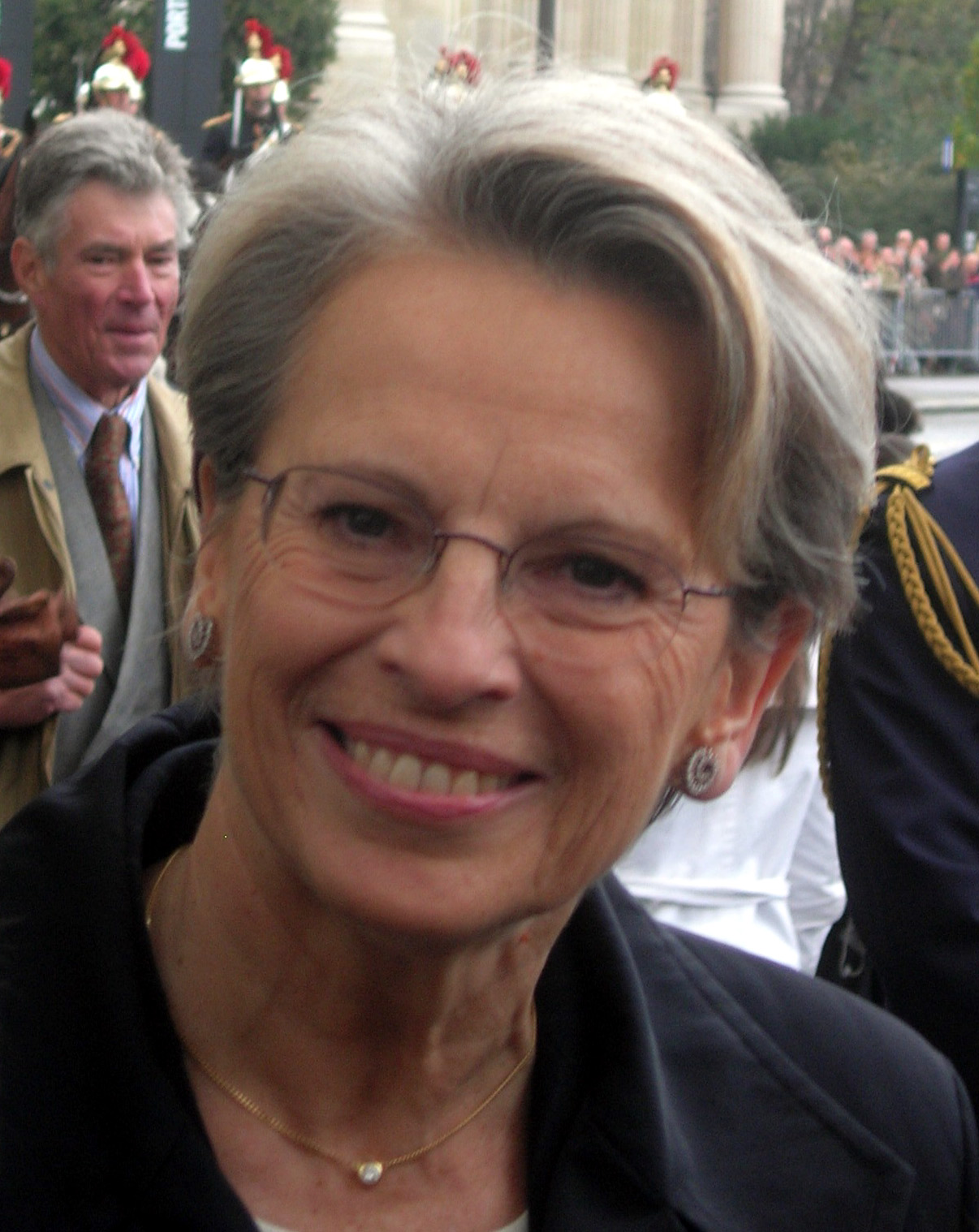
Michèle Alliot-Marie

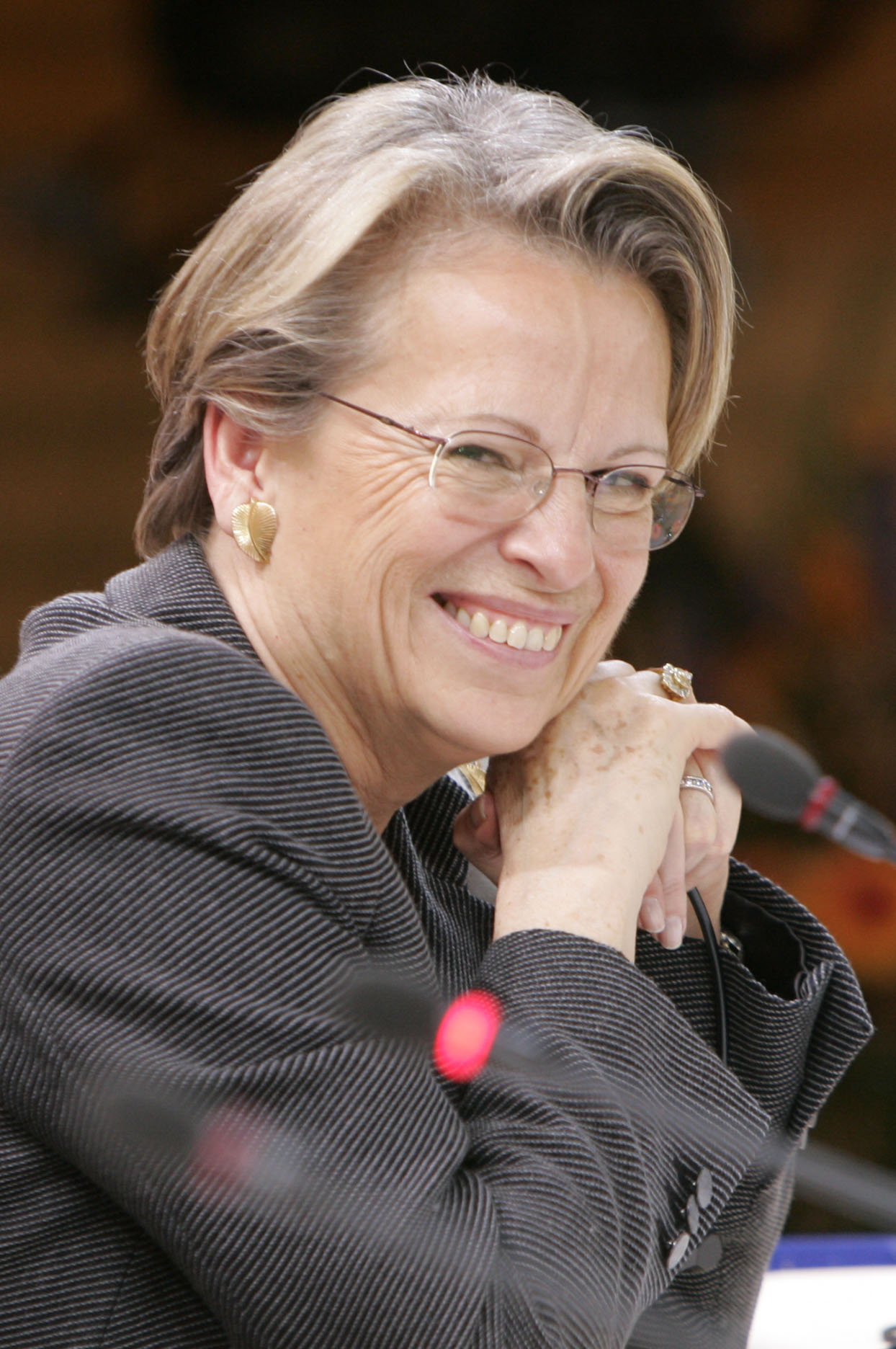
Michéle Alliot-Marie 2006.

Michèle Yvette Marie-Thérèse Jeanne Honorine Alliot-Marie (franskt uttal: [miʃɛl aljomaˈʁi]; även känd som MAM i Frankrike), född 10 september 1946 i Villeneuve-le-Roi i Frankrike, är en fransk politiker som representerar det konservativa partiet Union pour un Mouvement Populaire (UMP).
Alliot-Marie var ungdoms- och idrottsminister 1993–1995, den första kvinnliga försvarsministern 2002–2007, inrikesminister 2007–2009, justitieminister 2009–2010 och utrikesminister 2010–2011. Hon tvingades att avgå som utrikesminister 2011 sedan hon erbjudit den tunisiska diktatorn Ben Ali polisiär hjälp att kuva Jasminrevolutionen som senare ledde till Ben Alis avgång. 
Hon var ledamot av Nationalförsamlingen från 1986, ledamot av Europaparlamentet 1989–1992 och 2014-2019 samt partiledare för Rassemblement pour la République 1999–2002 som senare ombildades till UMP. 
Under sin första valperiod i Europaparlamentet var hon ledamot av utskottet för politiska frågor, delegationen för förbindelsena med Centralamerika och Mexiko och utskottet för utrikes-och säkerhetsfrågor. Under samma period var hon suppleant för utskottet för externa ekonomiska förbindelser, underutskottet för mänskliga rättigheter och delegationen för förbindelserna med Förenta staterna.
Under sin andra valperiod i Europaparlamentet, från 2014 till 2019, var hon ordförande för delegationen för förbindelserna med Arabiska halvön efter hon varit ledamot av den i några månader. Dessutom var hon ledamot av utskottet för utrikesfrågor och delegationsordförandekonferensen. Hon var även suppleant för utskottet för sysselsättning och sociala frågor, delegationen för förbindelserna med Folkrepubliken Kina och utskottet för industrifrågor, forskning och energi.
Hon har en doktorsexamen i juridik och statsvetenskap från Université Panthéon-Assas i Paris.